# Lucien Midol
Pour les articles homonymes, voir Midol (homonymie).
Lucien Midol, né le 24 septembre 1883 à Château-Chalon (Jura) et mort le 26 décembre 1979 à Vouzeron (Cher), est un dirigeant syndical et homme politique français. Membre du Parti communiste français, il a été député de Seine-et-Oise et maire d'Athis-Mons.

## Biographie

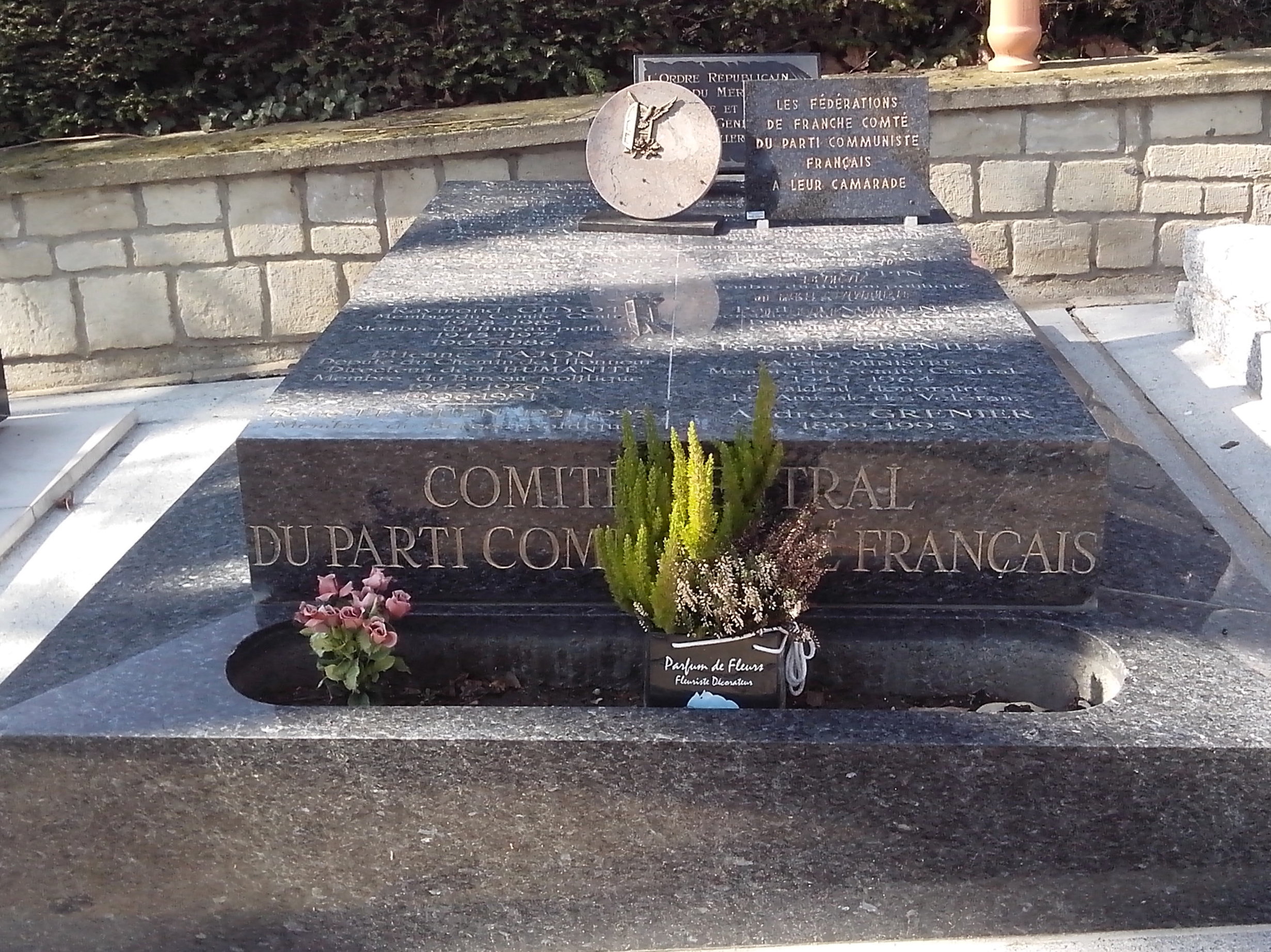
Sépulture au cimetière du Père-Lachaise.

Issu d'un milieu modeste, Lucien Midol devient ingénieur des Arts et Métiers. Il entre à la Compagnie du chemin de fer Paris-Lyon-Méditerranée (PLM) comme mécanicien et se syndique à la Fédération des mécaniciens et chauffeurs (FMC).
Antimilitariste, il adhère à la SFIO en septembre 1913. Il prend des responsabilités syndicales et dirige la grève des cheminots du 19 février au 28 février 1919. Il est révoqué du PLM en 1920. Poursuivi pour « provocation de militaires à la désobéissance », Lucien Midol se réfugie en Suisse, à La Chaux-de-Fonds. Il participe à la constitution de la section de Genève du Parti communiste suisse.
En 1924, il est élu secrétaire général de la Fédération unitaire des cheminots, en remplacement de Pierre Semard et occupe cette fonction jusqu’à la réunification du syndicat de 1936.
De 1926 à 1938 et de 1945 à 1959, il est membre du Comité central du Parti communiste français.
Après avoir été élu conseiller municipal de Juvisy, puis député de la circonscription de Corbeil en 1932 et de celle de Longjumeau en 1936, il devient conseiller municipal à Athis-Mons en 1936. À la Chambre des députés, il fait partie des commissions des travaux publics, des P.T.T., de la marine marchande. Ses interventions concernent les cheminots et les transports.
Le 8 octobre 1939, il est arrêté en tant que membre du groupe ouvrier et paysan français à la Chambre, déchu de son mandat le 21 janvier 1940 et condamné le 3 avril 1940 par le 3e tribunal militaire de Paris à cinq ans de prison, 4 000 francs d'amende et cinq ans de privation de ses droits civiques et politiques, pour propagation des « mots d'ordre de la IIIe Internationale ». Incarcéré à la maison d'arrêt du Puy-en-Velay, il est ensuite transféré à Maison-Carrée en Algérie.
Libéré après le débarquement allié en Afrique du Nord en 1943, il se consacre en particulier à la reconstitution des syndicats d'Alger puis est proposé au général de Gaulle comme commissaire à la production industrielle dans le Comité français de la Libération nationale. Au début de 1944, il est envoyé aux États-Unis pour participer au congrès du BIT à Philadelphie.
De retour en France en septembre 1944, Lucien Midol retrouve sa femme, qui a été emprisonnée pendant trois ans et demi à la prison de Rennes, et ses deux fils (Maurice Midol, né en 1911, et René Midol, né en 1913) qui avaient fait partie de la Résistance.
De 1944 à 1948, il siège au secrétariat de la Fédération CGT des Cheminots. Il exerce la fonction de maire d'Athis-Mons de 1945 à 1947. Il est élu conseiller municipal en 1947 et 1953, membre des assemblées constituantes de 1945 et de 1946, élu député de Seine-et-Oise en novembre 1946, réélu en 1951 et 1956. Il est très actif au sein de la commission de la reconstruction et des dommages de guerre et de celle des moyens de communication dont il fait partie, relayant particulièrement les revendications des cheminots.
À 73 ans, il demande à ne plus avoir de responsabilités électives. Jusqu'à sa mort, il préside l'Amicale des Vétérans du PCF.
Il est inhumé au cimetière du Père-Lachaise (97e division).

## Hommages
Une place d'Athis-Mons porte son nom.
Une rue de Besançon (Doubs) porte le nom de rue Midol.

## Ouvrage
- Lucien Midol, La voie que j'ai suivie : Un ingénieur au cœur des batailles sociales, Paris, Éditions Sociales, coll. « Souvenirs », 1973, 221 p.
 Préface de Georges Séguy. La couverture porte en plus : « Député, secrétaire général de la Fédération des cheminots, combattant passionné de socialisme, l'auteur livre ici des souvenirs qui se confondent avec l'Histoire de la France »[7].

## Sources, notes et références
- « Lucien Midol », dans le Dictionnaire des parlementaires français (1889-1940), sous la direction de Jean Jolly, PUF, 1960 [détail de l’édition]

1. 1 2 3 4  Georges Ribeill, « Notice MIDOL Lucien, Élie », sur maitron-en-ligne.
2. ↑  Histoire du Parti communiste français, Éditions sociales, 1964, p. 88
3. 1 2  « Biographie extraite du dictionnaire des parlementaires français (Jean Jolly) », sur assemblee-nationale.fr.
4. ↑  François-Marin Fleutot, Voter Pétain ? : Députés et Sénateurs sous la Collaboration (1940-1944), Pygmalion, 14 janvier 2015, 324 p. (ISBN 978-2-756-41673-1 et 2756416738, lire en ligne), p. 161
5. ↑  Conseiller général de la Seine en 1945.
6. ↑  Jean-Marc Moriceau et Dany Treuil, Athis-Mons 1890-1939 : Naissance d'une vie de Banlieue, AREM, 1983, 248 p. (ISBN 978-0-286-29610-6, lire en ligne), page 232
7. ↑  Notice BnF